# Deutscher Volksverlag
Deutscher Volksverlag var ett tyskt bokförlag som grundades 1919 av Julius Friedrich Lehmann. Förlaget publicerade i huvudsak antisemitiska skrifter. Deutscher Volksverlag övertogs inom kort av Ernst Boepple. En av förlagets publikationer var tidskriften Der Weltkampf.